# Tractat de Wad-Ras
El tractat de Wad-Ras (o Wad Ras) o tractat de Tetuan fou un acord entre el Marroc i Espanya que posava fi a l'anomenada Guerra d'Àfrica (1859-1860). Es va signar el dia 26 d'abril de 1860 a Tetuan.
Les condicions espanyoles per signar el tractat eren:
- Cessió del territori entre Ceuta i Tetuan.
- Cessió de Santa Cruz de la Mar Pequeña on s'establirien pesqueries.
- Dos-cents milions de rals com indemnització de guerra.
- Establiment d'una missió espanyola a Fes.
- Enviament d'un encarregat de negocis permanent a la cort del sultà.
- Tractat de comerç entre Espanya i Marroc.

Aquestes condiciones foren plenament acceptades pel delegat marroquí, el príncep Muley Abbas, el dia 25 d'abril de 1860, amb l'única excepció que la cessió de Tetuan seria temporal, i la ciutat retornaria al Marroc quan la indemnització de guerra estigués pagada, condició que fou acceptada per Espanya.